# 凱尚

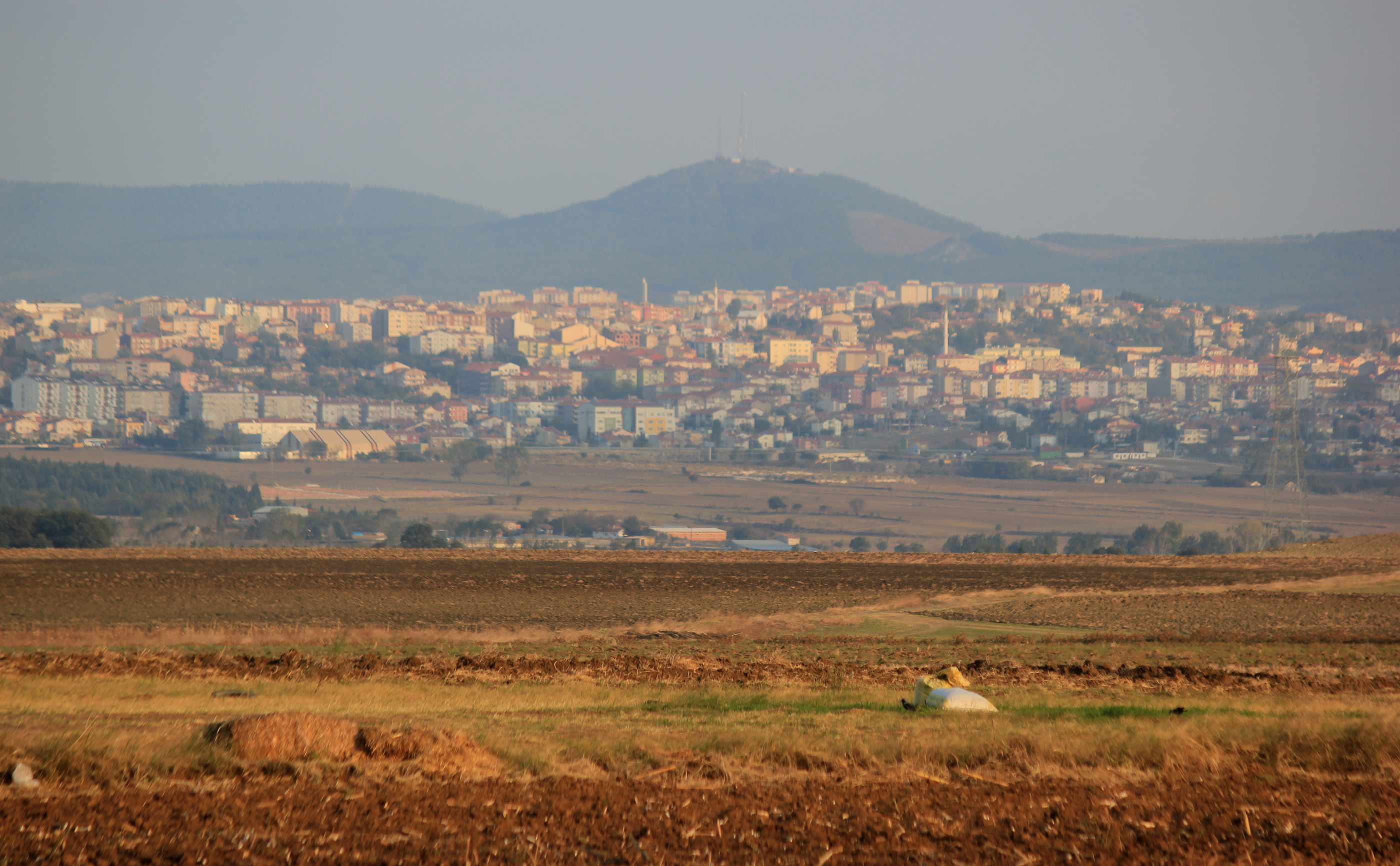
凱尚

凱尚（土耳其語：Keşan）是土耳其的城鎮，由埃迪爾內省負責管轄，位於該國西北部，毗鄰與希臘接壤的邊境，面積1,187平方公里，海拔高度150米，主要經濟活動有農業和貿易業，2008年人口54,189。
40°51′N 26°38′E / 40.850°N 26.633°E